# Philippe Nicaud

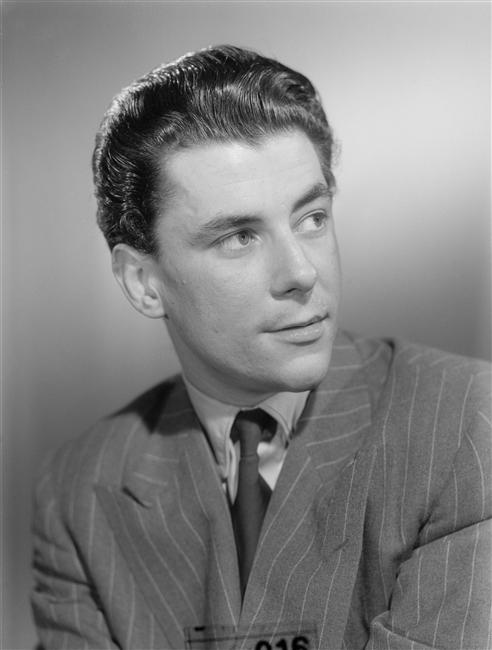
Philippe Nicaud (1951)

Philippe Nicaud (* 27. Juni 1926 in Courbevoie, Frankreich; † 19. April 2009 in Nizza, Frankreich) war ein französischer Schauspieler und Sänger.

## Leben und Wirken

### Karriere als Schauspieler
Der Sohn eines Verwalters besuchte die École Saint-Louis-de-Gonzague in Paris und nahm anschließend Schauspielunterricht an den Cours Simon. Bereits Ende der 1940er Jahre stand Nicaud erstmals auf der Bühne und wirkte in den folgenden Jahrzehnten in so verschiedenartigen Stücken wie Nina, La Roulotte, Fabien, La Prétentaine, La Collection Dressen, Au revoir Charlie, L’Amour propre, Trois Hommes sur un cheval, Fleur de cactus, Duos sur canapé, Acapulco Madame, Pepsie und Banco!, viele davon Komödien, mit.
Noch während seiner Ausbildungszeit 1948 hatte Philippe Nicaud zu filmen begonnen. Er verkörperte zunächst junge Männer aller Arten; Pianisten, Studenten und Schauspieler. Später wuchs er in das Charakterfach hinein, spielte dann auch Polizeiinspektoren, Tanzlehrer, und Generäle. Kaum eine dieser Produktionen besitzt filmhistorische Bedeutung, beförderten jedoch, angesichts der Tatsache, dass er dort berühmte Kollegen wie Viviane Romance, Jeanne Moreau, Brigitte Bardot und Louis de Funès zu Partnern hatte, langfristig Nicauds Popularität in Frankreich. Außerhalb der Landesgrenzen blieb er weitgehend unbekannt.
Seit den 1960er Jahren stand er auch regelmäßig vor der Fernsehkamera und wirkte neben Einzelproduktionen auch in mehreren Serien mit. 1986 wurde er von Österreichs Starregisseur Franz Antel verpflichtet, um in dessen Strauß-Film die kleine Rolle des Jacques Offenbach zu übernehmen.

### Karriere als Sänger
Nicaud hatte sich bereits seit den 1950er Jahren auch als Sänger versucht und mehrere Alben (Erotico Nicaud, 7+1 péchés capitaux, Chansons cu…rieuses) sowie Singles (Le Jour de la tortue, J’aime ou j’emm…, Brève rencontre, La Séparation, C’ex, Cuisses nues, bottes de cuir) herausgebracht. Dabei kam es zur Zusammenarbeit mit so angesehenen Künstlern wie Charles Aznavour, France Gall und Annie Girardot.
In Deutschland blieb Nicaud, der sich im Alter von 70 Jahren weitgehend aus dem Showgeschäft zurückgezogen hatte, trotz seiner Vielseitigkeit weitgehend unbekannt.

## Filmografie
- 1948: Treffpunkt Rio (Aux yeux du Souvenir)
- 1948: Les amoureux sont seuls au monde
- 1950: Miquette et sa mère
- 1949: So endete eine Dirne (Maya)
- 1950: Ballerina
- 1950: Meurtres ?
- 1952: Adieu Paris
- 1953: Opération Magali
- 1954: Le Printemps, l’automne et l’amour
- 1955: Skandal in Paris (La môme Pigalle)
- 1956: Ce soir les jupons volent
- 1956: Frühling in Paris (Printemps à Paris)
- 1957: Die Zwillinge und der Mörder (Les trois font la paire)
- 1957: Mademoiselle et son gang
- 1957: Mademoiselle Strip-tease
- 1958: Mit dem Rücken zur Wand (Le Dos au mur)
- 1958: In Montmartre wird es Nacht (En légitime défense)
- 1958: Die erste Nacht (La prima notte)
- 1959: Wollen Sie mit mir tanzen? (Voulez-vous danser avec moi?)
- 1960: Der Gigolo (Le Gigolo)
- 1962: L’inspecteur Leclerc enquête
- 1962: Fünf Glückspilze (Les Veinards)
- 1962: Que personne ne sorte
- 1963: L’Inconnue de Hong Kong
- 1963: Quietsch… quietsch… wer bohrt denn da nach Öl? (Pouic-Pouic)
- 1964: Cocü (Cocu magnifique)
- 1967: Max le débonnaire
- 1970: Désirella
- 1970: Die Dame im Auto mit Brille und Gewehr (La dame dans l’auto avec des lunettes et un fusil)
- 1971: Schulmeister, espion de l’empereur
- 1972: Die geheimnisvolle Insel (L’Île mystérieuse)
- 1974: Deux grades filles dans un Pyjama
- 1976: Nick Verlaine ou Comment voler la Tour Eiffel (TV-Mehrteiler)
- 1977: C’est arrivé à Paris
- 1980: Le Chaînon manquant
- 1981: Einzigartige Chanel (Chanel Solitaire)
- 1981: Der Spion meiner Träume (Tais-toi quand tu parles)
- 1981: Signé Furax
- 1981: Le Chêne d’Allouville
- 1982: Plus beau que moi, tu meurs
- 1982: Le Corbillard de Jules
- 1982: Mon curé chez les nudistes
- 1984: Sa majesté le Flitz
- 1985: Ein Käfig voller Narren – Jetzt wird geheiratet (La Cage aux folles III, nur Co-Drehbuch)
- 1986: Johann Strauß – Der König ohne Krone
- 1988: La Garçonne
- 1993: Kommissar Navarro (Navarro, Fernsehserie, 1 Folge)
- 1995: Une femme dans les bras, un cadavre sur le dos
- 1996: Nord pour mémoire, avant de le perdre